# Kaňon Labe
Kaňon Labe (někdy Labský kaňon) je národní přírodní rezervace, vyhlášená Ministerstvem životního prostředí ČR v roce 2010. Nachází se v Ústeckém kraji mezi Děčínem a Hřenskem.

## Předmět ochrany
Důvodem ochrany jsou přirozené lesní porosty na pravém svahu kaňonu řeky Labe tvořené především acidofilními a květnatými bučinami, suťovými lesy a bory a tvořícími biotop vzácných a ohrožených druhů rostlin a živočichů; geomorfologicky ojedinělý útvar pravého svahu kaňonu řeky Labe tvořeného formami pseudokrasového reliéfu v kvádrových pískovcích svrchní křídy vyskytujícími se zde především v podobě rozsáhlých skalních stěn, věží a složitě členěných hřbetů, suťových polí, soutěsek a jeskyní, se specifickými rostlinnými a živočišnými společenstvy. Péčí o území a státní správou je pověřena správa CHKO Labské pískovce (od 1972), od 1. června 2017 Správa Národního parku České Švýcarsko.

## Lokalita
Národní přírodní rezervace se nachází na území Českého středohoří a Děčínské vrchoviny a je součástí CHKO Labské pískovce, jejíž je nejcennější částí. Jedná se o nejmohutnější pískovcový kaňon Evropy, vytvořený erozní činností řeky Labe v křídových sedimentech a to až do hloubky 300 m (ve spodních částech je odkryto krystalinické podloží). Jde hlavně o území lesních pozemků (479 hektarů z celkové rozlohy 480 hektarů). Území patří k pomoří Severního moře, hlavní povodí (I. řádu) Labe, Chráněná oblast přirozené akumulace vod Severočeská křída. Nejkrásnější pohled na celé území je zejména z vyhlídek Belvedér a Růžový hřeben.

## Historie
Ve 13. století patřil kaňon k území „Hvozdu“, jež měl primárně obranný charakter. Těžba dřeva zde probíhala postupně od okrajových pozemků až po lesy ve vyšších polohách. Důležitá byla vždy plavba dřeva po Labi (zmínky už z roku 1057) a jeho přítocích (Suchá Kamenice až do 19. století), častý byl i vývoz do Německa. V polovině 17. století se projevila rozsáhlá devastace některých oblastí, což vedlo k omezení těžby i vývozu císařským patentem. Ve druhé polovině 18. století se na území začalo s umělým zalesňováním, což ruku v ruce s budováním železnice (na které byla sice spotřeba dřeva značná, ale díky masivnímu dovozu uhlí následná potřeba těžby dřeva výrazně klesla) vedlo ke zlepšení poměrů. Do vyhlášení NPR bylo území CHKO Labské pískovce, přičemž péče spočívala hlavně v mýcení invazních druhů, sanaci erozních rýh a usměrňování turistiky.
K vyhlášení NPR došlo 1. června 2010.

## Přírodní poměry

### Geomorfologie a geologie

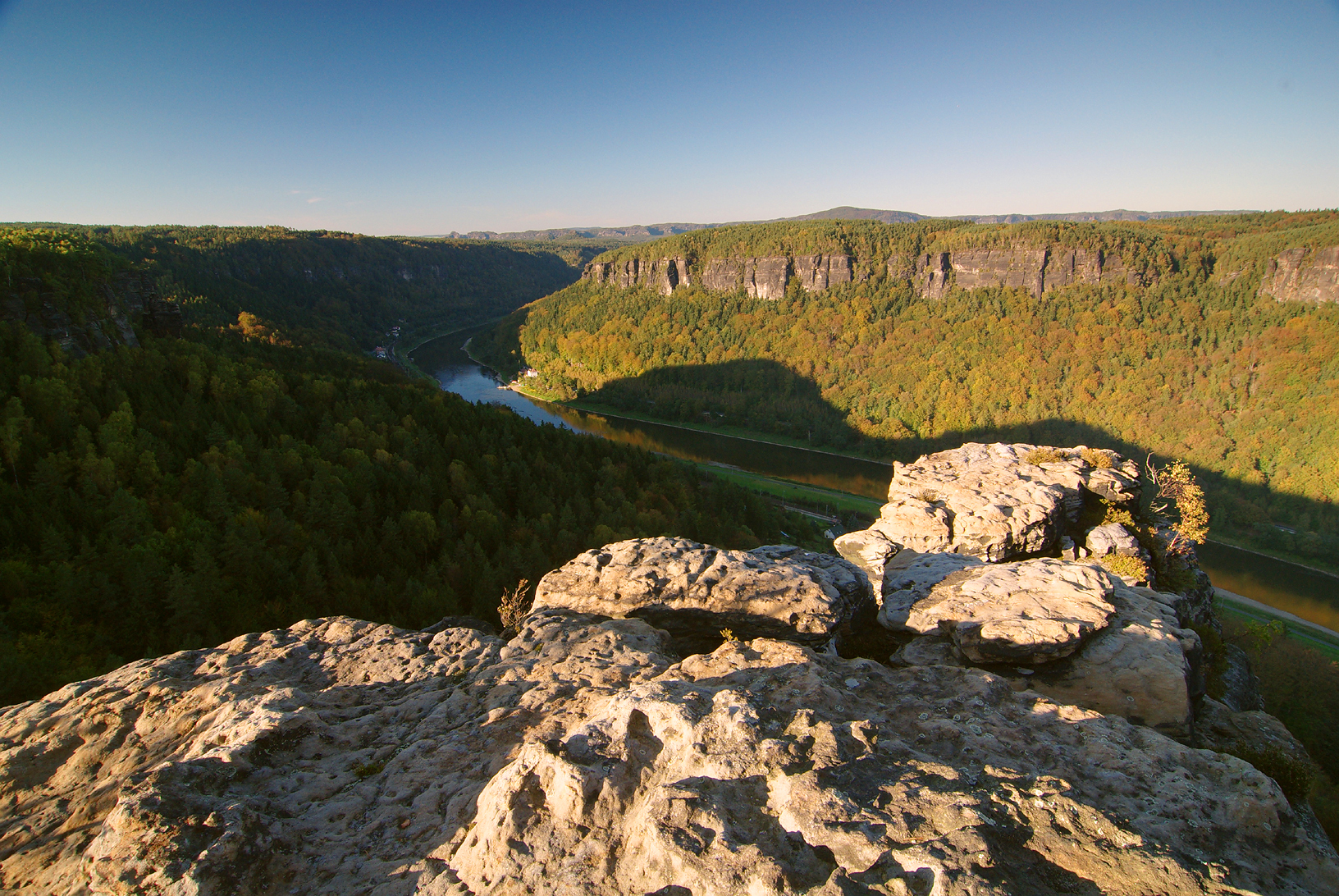
Labe nad Dolním Žlebem

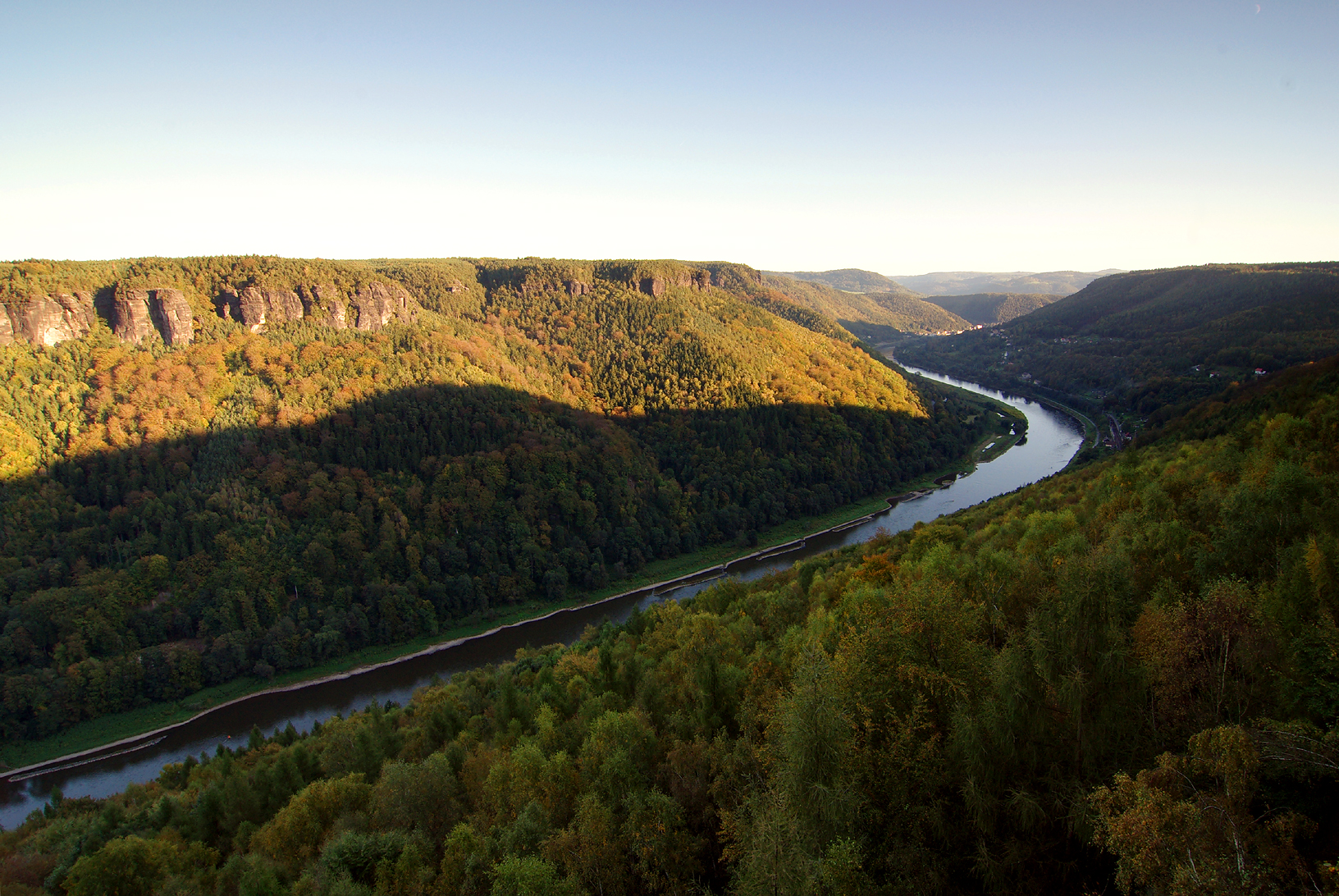
Labe z Labské vyhlídky

Z geomorfologického hlediska patří území NPR k Děčínské vrchovině. Jedná se o členitou vrchovinu složenou ze třech částí: Sněžnická hornatina (nejvyšší bod Vysoký Sněžník, 723 m n. m.), Růžovská vrchovina (Růžovský vrch 620 m n. m.) a Jetřichovické stěny. Přes velké rozdíly v nadmořských výškách se nejedná o pohoří, ale o erozivní krajinu v kvádrových pískovcích svrchní křídy s podložním krystalinikem. Kaňon vznikl postupným zahlubováním řeky do rozpraskané pískovcové vrstvy v průběhu spodního a středního pleistocénu před 1–2 miliony let. Eroze řeky prořízla celou vrstvu křemenných pískovců a zpomalila se až na podložních vrstvách lužické žuly a metamorfovaných hornin, které však částečně též narušila. Skalní stěny měří až 70 metrů a ostatní skalní útvary jako římsy, věže či převisy jsou velmi hojné. V oblasti se nachází i pseudokrasové jeskyně – z nejznámějších např. Pytlácká sluj, Loupežnická jeskyně a Medvědí sluj.

### Klima

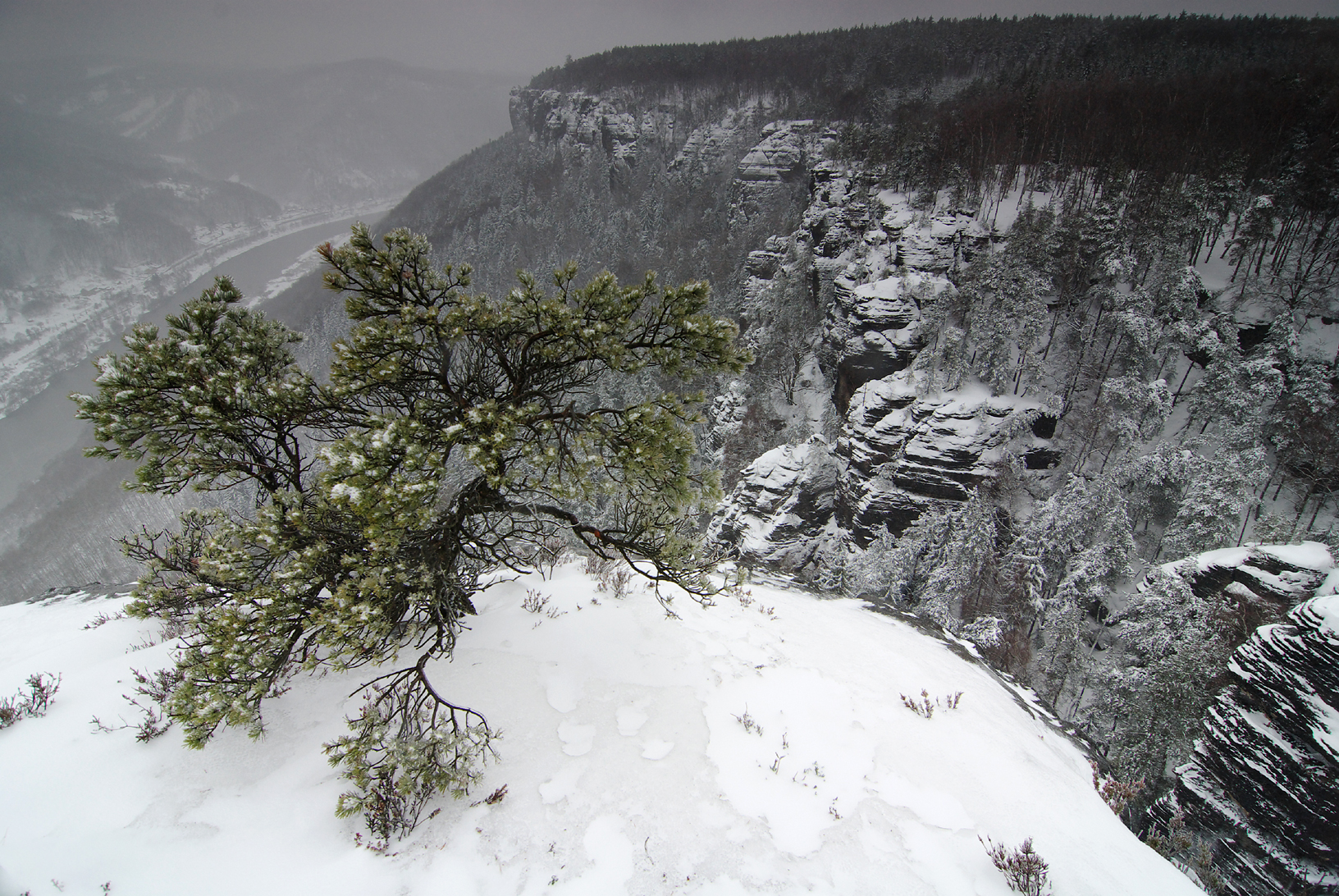
Skalní vyhlídka Růžový hřeben v zimě

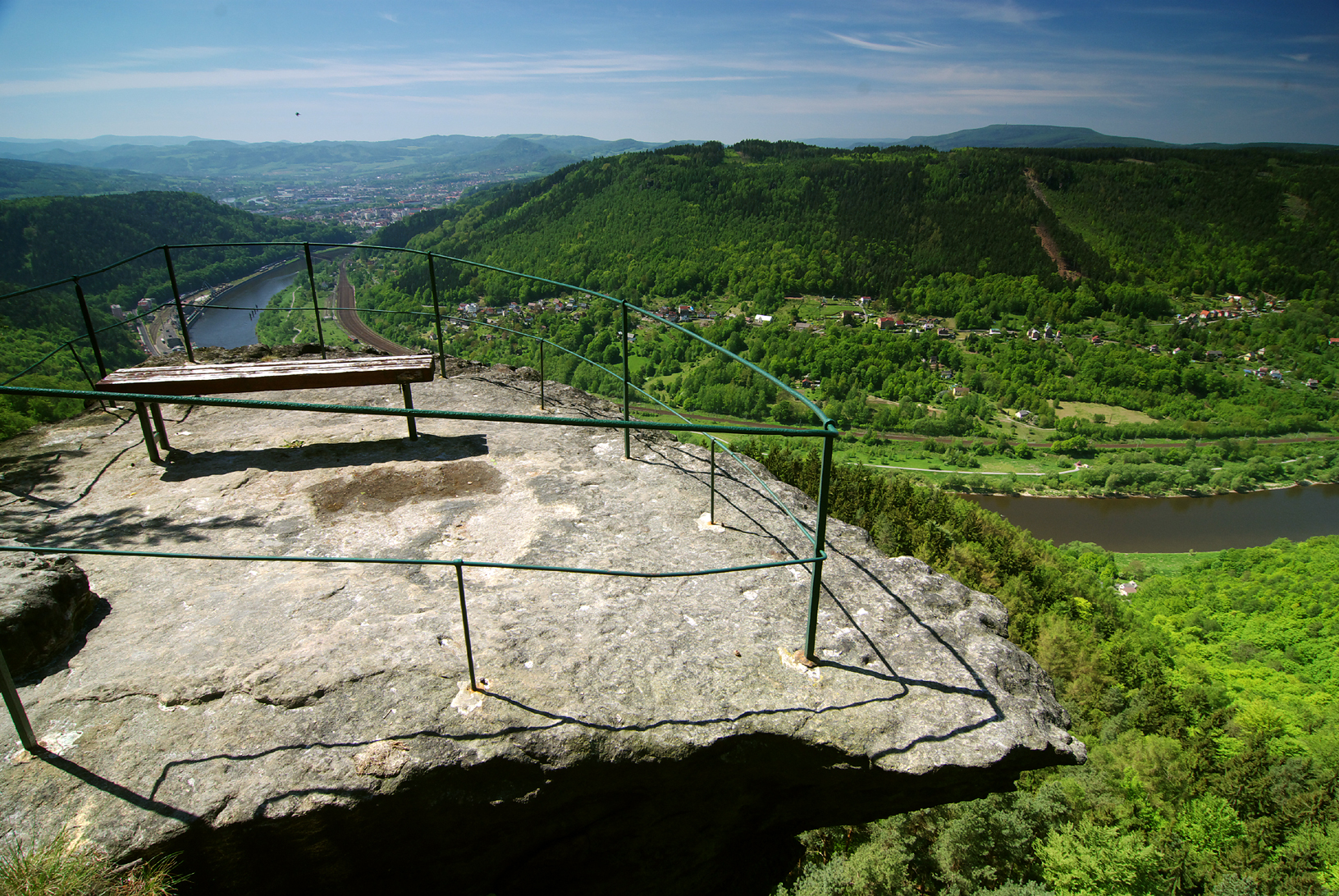
Skalní vyhlídka Růžový hřeben v létě

Jde o mírně teplou oblast, s průměrnými teplotami, které se pohybují v lednu okolo −3 až −4 °C, v dubnu: 6 až 7 °C, červenci: 17 až 18 °C a říjnu: 7 až 8 °C. Častá je teplotní inverze v údolích či mikroklima pokleslin.[zdroj⁠?!]

### Flóra
Kaňon Labe je lesnatá krajina na chudém pískovcovém podkladu s převahou jehličnanů (až 65 %), přičemž přirozený poměr listnatých a jehličnatých lesů opačný, obdělávaný jen na Růžovské tabuli. Z jehličnatých zástupců je nejhojnější smrk ztepilý (Picea abies) – 31 %, borovice lesní (Pinus sylvestris) – 29 %, z nepůvodních modřín (Larix) – 3 % a borovice vejmutovka (Pinus strobus) – 1 %. Naopak téměř chybí jedle bělokorá (Abies alba), jejíž přirozený výskyt sahal až k 6 %. Z listnatých dřevin je nejčastější buk lesní (Fagus sylvatica) – 20 %, bříza bradavičnatá (Betula pendula) – 9 % a dub (Quercus) – 4 %. Jedinečná situace vzniklá kombinací pískovcového a říčního fenoménu umožňuje velmi značnou druhovou rozmanitost. Ta je podpořená i střetem porostů typických pro různé nadmořské výšky. Vlivem oceánského klimatu se zde rozvinula i ojedinělá mykoflora. Na plošinách se vyskytují borové doubravy, na hranách skalních stěn boreokontinentální bory a nejrozsáhlejším biotopem jsou acidofilní bukové bučiny. K ohroženým druhům zde patří jedle bělokorá (Abies alba), udatna lesní (Aruncus vulgaris) a rojovník bahenní (Ledum palustre). 

### Fauna
Z Evropského hlediska se jedná o významný biokoridor: propojení se Severoněmeckou nížinou, až k atlantickým oblastem, který umožňuje jak tahy lososů na naše území, tak návrat původních druhů. Příkladem může být znovuobnovení výskytu bobra evropského (Castor fiber). Přes malou nadmořskou výšku (130–300 m n. m.) je též důležitý výskyt horských druhů, preferujících oblasti s teplotní inverzí v údolích bočních přítoků Labe, jako pozůstatek poslední doby ledové. Modelovým zástupcem může být nosatec Plintus soroeensis původem z Karpat či koník Troglophilus neglectus z mediteránu. Velká role náleží zvláštním dlouhodobým trofickým vazbám – např. mezi smrkem ztepilým a hmyzem, hlavně nosatcem Acalles boehmei, jehož populace žijí ve ztrouchnivělém smrkovém dřevu, proto je důležité ponechávat v lesích spadlé stromy. V jeskyních žijí netopýři a koník jeskynní (Troglophilus neglectus). Mezi kriticky ohrožené druhy z Červené knihy patří: sokol stěhovavý (Falco peregrinus), orlovec říční (Pandion haliaetus), orel mořský (Haliaeetus alnbiciolla), vrápenec malý (Rhinolophus hipposideros), raroh velký (Falco cherrug), plch zahradní (Eliomys quercinus), skokan skřehotavý (Rana ridibunda), koník jeskynní (Troglophilus neglectus).

## Ochrana a budoucí plány
Hlavním cílem je vymezení bezzásahové zóny, kde se území ponechá samovolnému vývoji, a postupně posouvání celého území k tomuto trendu. Provádění jen nutné těžby (kácení pro člověka nebezpečných dřevin v okrajových oblastech), a to v mimovegetačním období, aby se zabránilo ohrožení rozmnožování živočichů, neodstraňování trouchnivějícího dřeva, podpora diverzity minimálním hospodářským využíváním krajiny + důraz na přirozenou skladbu s potlačením nepůvodních druhů jako borovice vejmutovka (Pinus strobus), modřín opadavý (Larix decidua), dub červený (Quercus rubra), netýkavka žlaznatá (Impatiens glandulifera) a trnovník akát (Robinia pseudoacacia, syn. Robinia acacia). Regulace srnčí a černé zvěře. Bránění vzniku černých skládek v okolí silnice z Děčína do Hřenska.

## Turistika, rekreace
Kaňon Labe je z turistického hlediska méně navštěvovaným územím. Nejstarší vyhlídkou je uměle vytvořená skalní terasa Belvedér u Labské stráně. Přirozené výhledové místo na kaňon, Labe, horolezce a mnohé další se nachází přímo na hranici rezervace. Větší význam má horolezectví, které je zde velmi tradiční záležitostí. Existuje tu 1760 cest a jde o nejzatíženější oblast v rámci Labských pískovců. Od roku 1994 je zákaz horolezectví na malém úseku z důvodu hrozby padání skal, roce 2010 spolu s vyhlášením NPR začal platit celoplošný zákaz provozování horolezecké činnosti, ale po krátké době byla území povolena výjimka. V současné době je horolezectví povoleno s určitými omezeními, jako zákaz používání magnesia, vklíněnců k jištění, popisování skal či rušení hnízdících ptáků.

## Fotogalerie

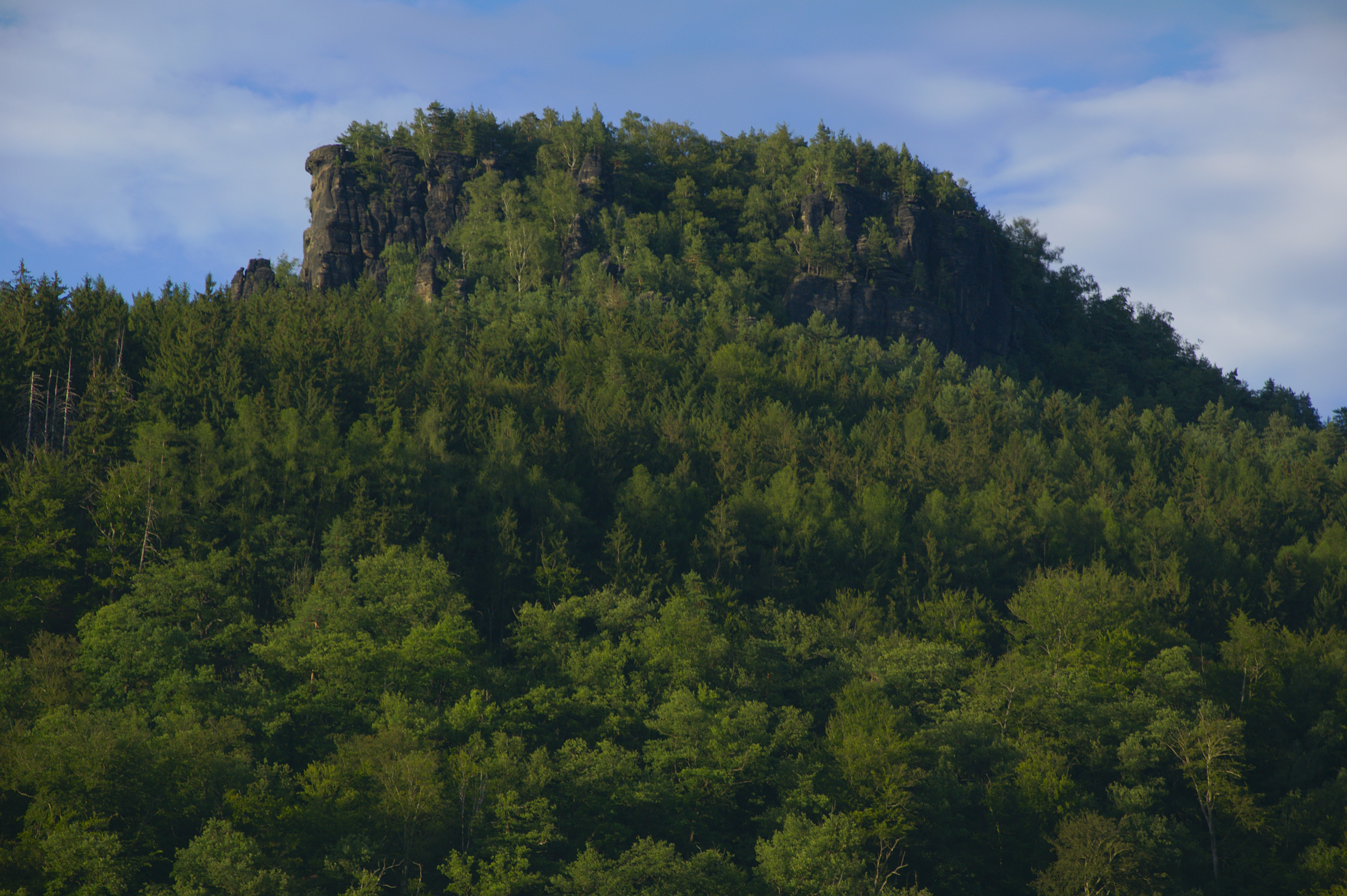
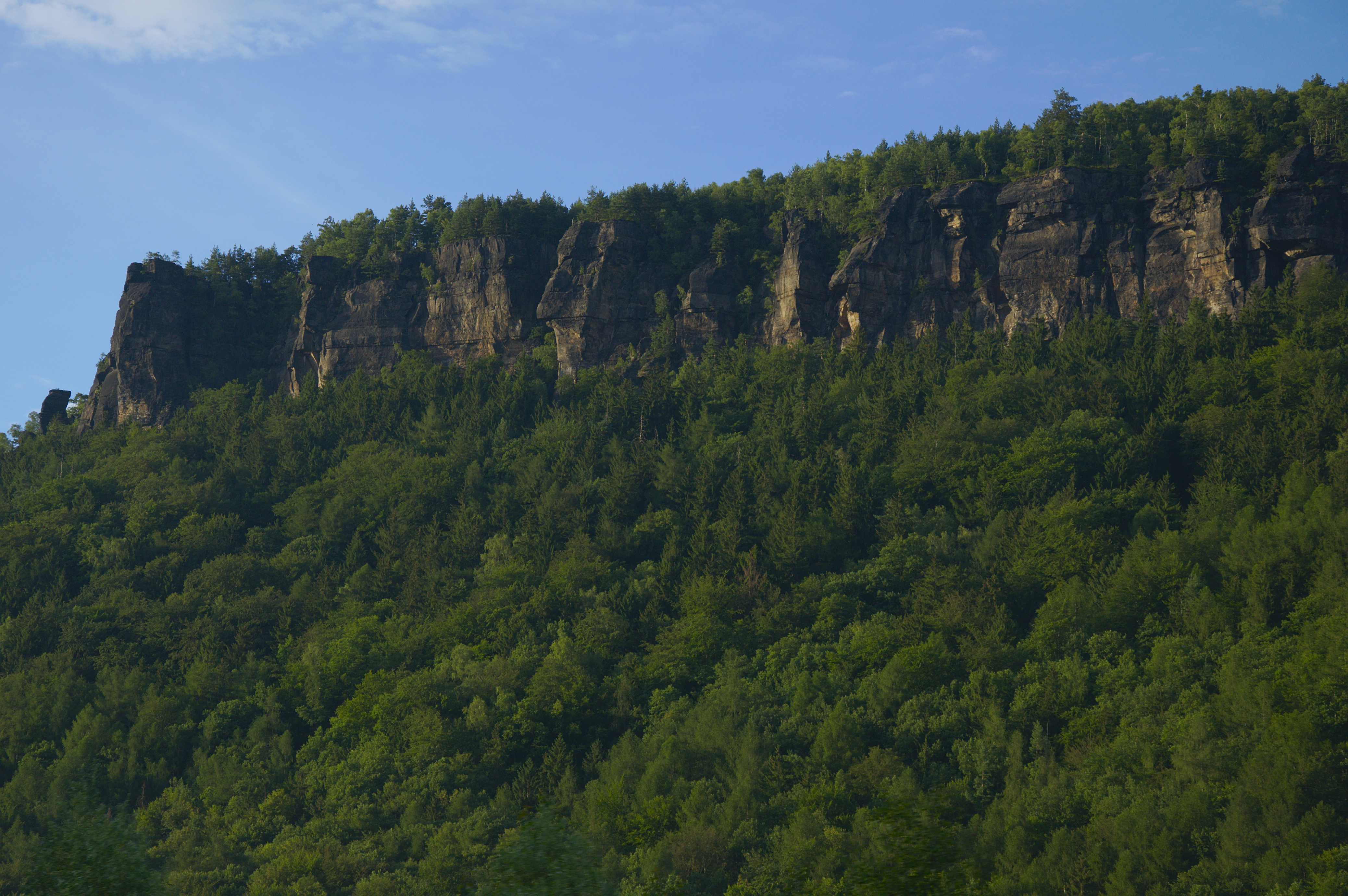
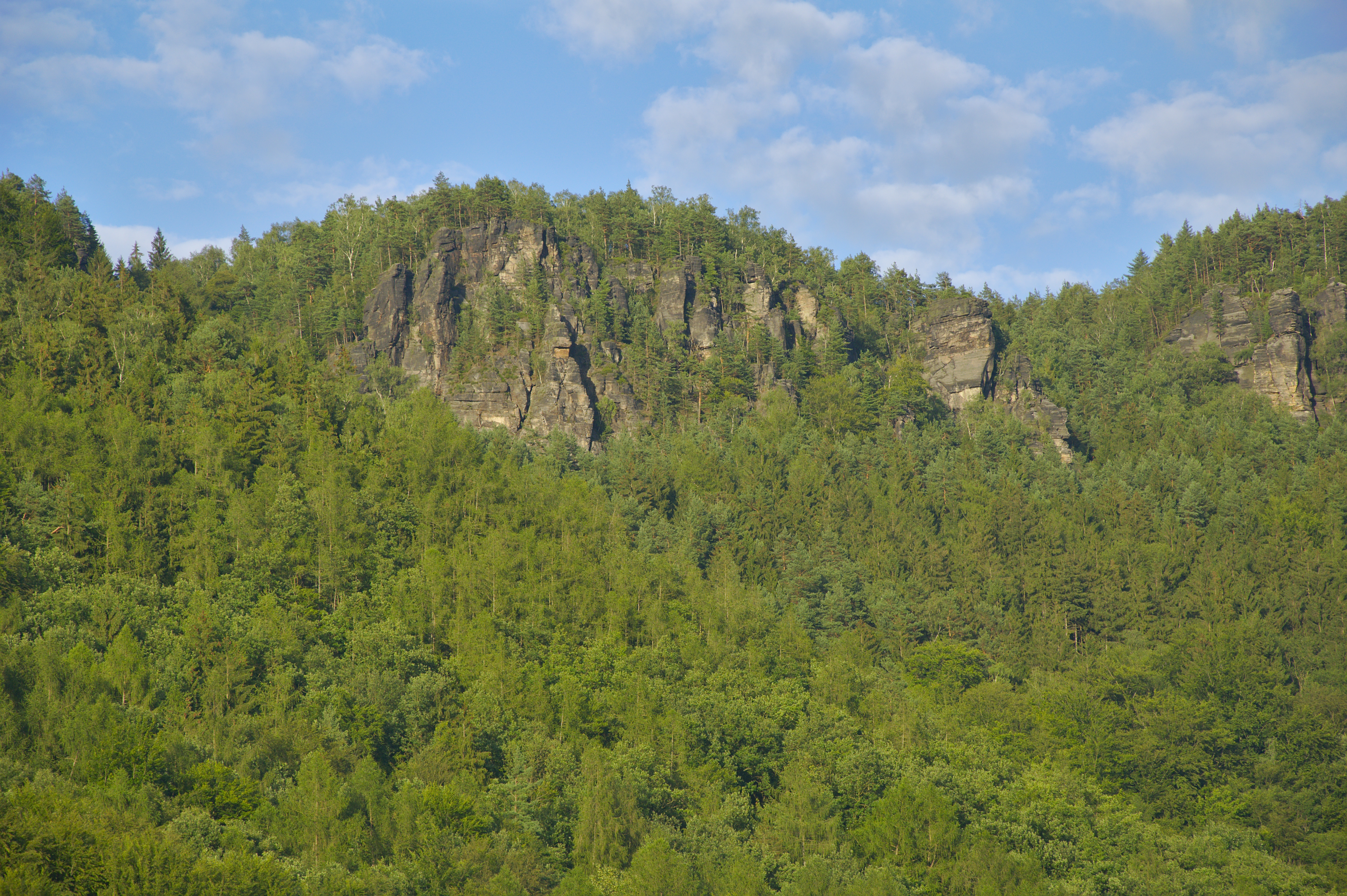
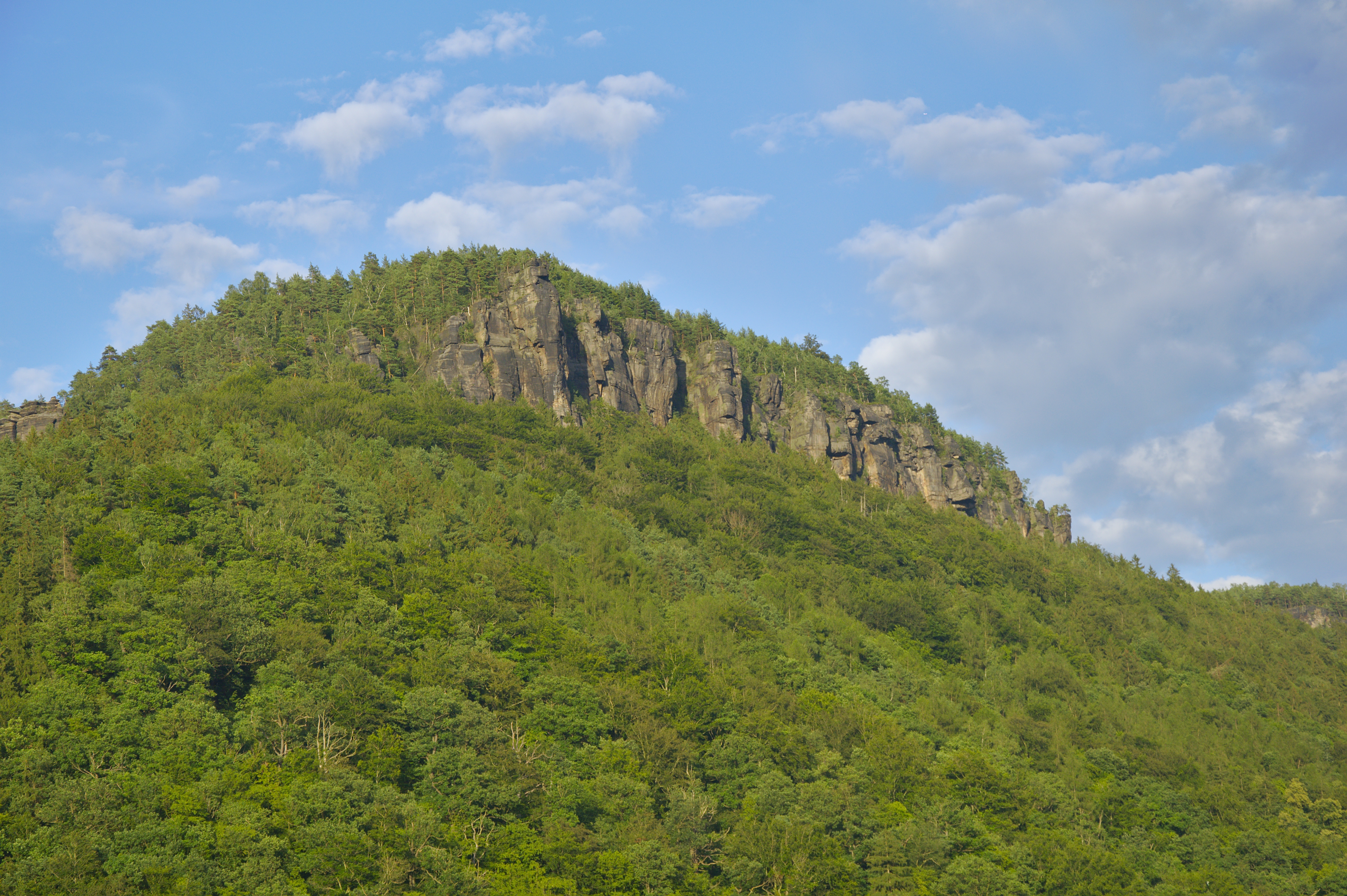
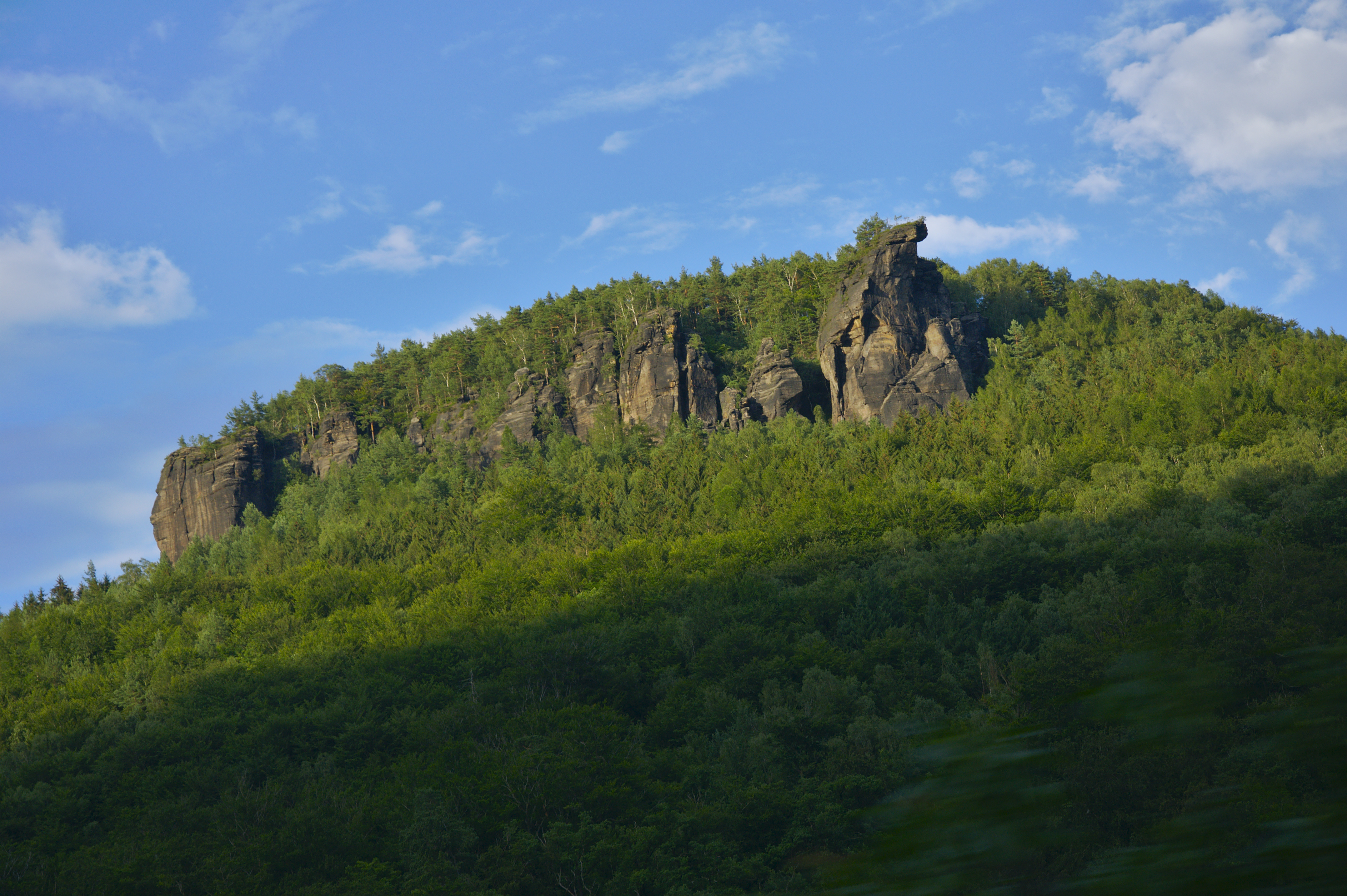
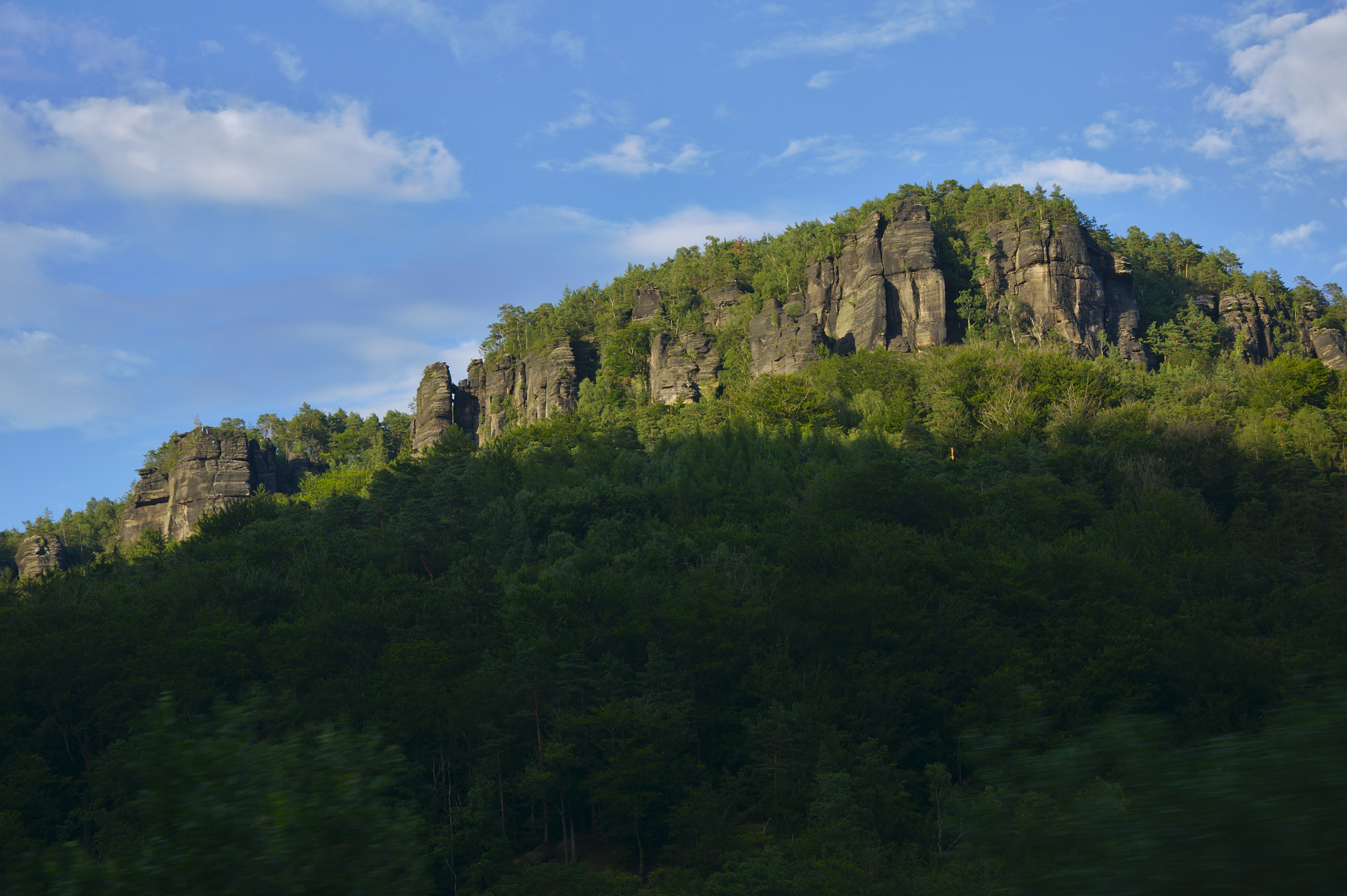
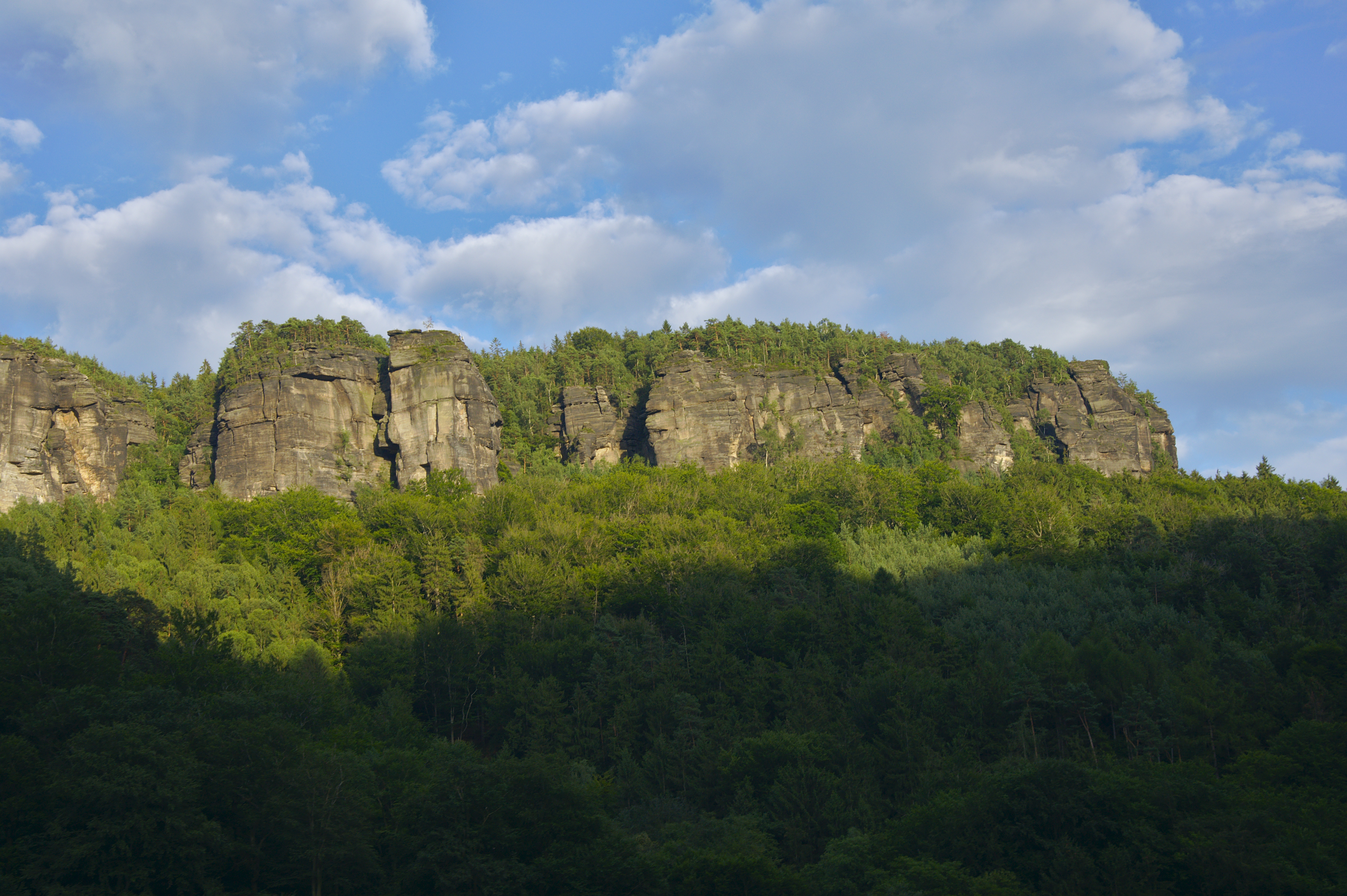